# Willehalm
Willehalm è una poema medio-alto tedesco dell'inizio del XIII secolo rimasta incompiuta, scritta dal poeta tedesco Wolfram von Eschenbach.
Il soggetto della poesia è sia nel genere “romantico cavalleresco” che nel genere “chanson de geste”.

## Trama
Willehalm, Conte di Provenza, corteggia e conquista l'amore di Arabel, figlia del Re Terramer e moglie del Re Tibalt, la porta dalla Spagna alla Francia dove la converte al cristianesimo, cambia il suo nome in Giburc e la porta in moglie.
Così Terramer e Tibalt, insieme a numerosi altri re di Spagna, invadono la Francia e sconfiggono Willehalm in una battaglia così dura che solo lui riesce a sopravvivere. Ma Willehalm si riesce ad assicurare l'aiuto di re Luigi di Francia, ritorna con una grande forza, e sconfigge i musulmani sullo stesso campo di battaglia.
Anche se la storia è semplice, Eschenbach sviluppa personaggi e azioni memorabili, come la toccante morte del nipote di Willehalm, Vivian, un giovane cavaliere che esemplifica cavalleria, coraggio e purezza spirituale.

### Prologo
Il prologo di Wolfram nel Willehalm ha avuto una grande influenza sugli scritti romanzati del Medioevo.
Nella storia, Eschenbach motiva l'invasione dei musulmani dal desiderio di un padre di recuperare la figlia e di un marito di recuperare la moglie.

## Periodo
Scritto dopo il completamento del Parzival - e riferendosi all'incoronazione dell'Imperatore Ottone nel 1209 - Willehalm è stato datato al secondo decennio del XIII secolo.
È sopravvissuto in sedici manoscritti.